# Single 8

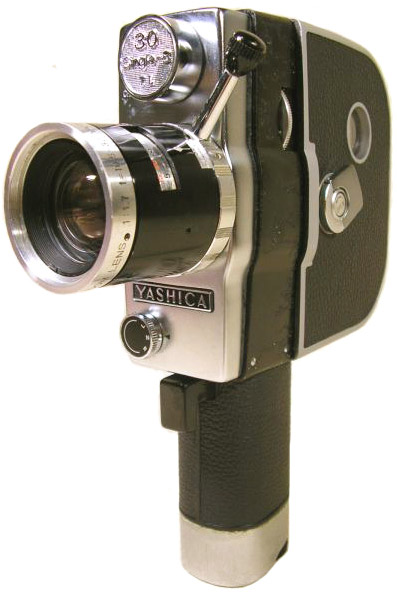
Single-8-Kamera Yashica TL 30

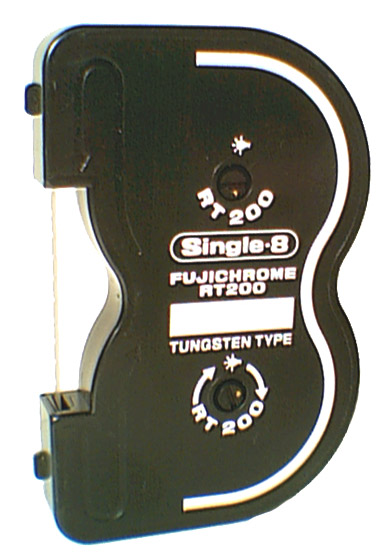
Single-8-Kassette Fuji Fujichrome RT 200

Single 8 ist ein von der japanischen Firma Fuji entwickeltes Schmalfilm-System (siehe auch Filmformat). Es wurde am 1. Mai 1965 auf der Photo Expo in New York City der Weltöffentlichkeit vorgestellt. Im Rahmen der Hannover-Messe 1966 erfolgte die Markteinführung in der Bundesrepublik Deutschland und Berlin (West). In der DDR und Berlin (Ost) war das System nicht im Handel erhältlich. Es war und ist in Japan das vorherrschende Schmalfilmsystem, in Europa jedoch wenig verbreitet und kaum bekannt.

## Gemeinsamkeit mit Super 8
Single 8 verwendet das gleiche Filmformat, also die gleiche Bildgröße und die gleiche Perforation wie das kurz zuvor von Kodak vorgestellte Super-8-System. Deswegen sind für Single 8 keine speziellen Projektoren erforderlich, die Filme können auf jedem Super-8-Projektor vorgeführt werden. Auch enthalten die meisten Single-8-Kassetten 15 m Filmmaterial, was bei der Standard-Bildfrequenz von 18 Bildern pro Sekunde 3min 20s Laufzeit ergibt.

## Kassette
Super 8 und Single 8 verwenden vollkommen andere Kassetten, was grundlegend unterschiedlich aufgebaute Kameras zur Folge hat, die dann grundsätzlich auch nur mit der Kassette des jeweiligen Systems geladen werden können. Als eine seltene Ausnahme von diesem Prinzip war auf dem japanischen Markt eine Kamera der Marke Elmo erhältlich, die beide Kassettentypen verwenden konnte.
Bei der Super-8-Kassette sind abwickelnde und aufwickelnde Rolle nebeneinander angeordnet, was eine entsprechend dicke Kassette zur Folge hat. Vor allem aber erlaubt es ihr Aufbau eigentlich nicht, den Film zurückzuspulen, wie es für verschiedene Filmtricks interessant ist. Allerdings können manche Kameras ca. 90 Bilder in den freien Kassettenraum zurückstauen, was für Überblendungen ausreicht. Dabei rät die Bedienungsanleitung in der Regel aber davon ab, es am Filmende zu tun.
Bei Single-8-Kassetten liegen die beiden Rollen – ähnlich den Audio-Kompaktkassetten – auf getrennten Achsen übereinander, wodurch die Kassette entsprechend dünn ausfällt. Insgesamt ist das Volumen der Single-8-Kassette deutlich geringer als das der Super-8-Kassette. Die Kassette ermöglicht unbegrenztes Rückspulen, so erlaubt das beste Kamera-Modell von Fuji (FUJICA ZC 1000) sogar das Rückwärtsfilmen. Das unproblematische Rückspulen wurde von Anfang an in der Werbung hervorgehoben.
Für die kameraseitige Andruckplatte besitzt die Single-8-Kassette eine Aussparung.

## Filmandruckplatte
Ein weiterer Unterschied zwischen beiden Systemen besteht darin, dass Kodak bei Super 8 im Interesse eines einfachen Einlegens der Kassette in die Kamera auf eine kameraeigene Filmandruckplatte verzichtet hat; der Film schwimmt praktisch ohne richtigen Andruck in einem schmalen Kanal, der aus der Filmführungsplatte in der Kassette und dem kameraseitigen Gegenstück gebildet wird. Eine unpräzise gefertigte Kassette kann leicht einen unruhigen Bildstand verursachen, Schärfemängel und Pumpen der Schärfe kommen häufig vor. Single-8-Kameras verfügen dagegen (wie fast alle anderen Filmkameras auch) über eine kameraeigene, metallene Filmandruckplatte, ohne dass dadurch das Einlegen der Kassette nennenswert schwieriger wäre.

## Filmmaterial
Die Spulen einer Single-8-Kassette und somit die gesamte Kassette sind sehr klein gehalten. Das von Fuji angebotene originale Single 8-Filmmaterial verwendet deshalb anstelle des bei Super 8 üblichen Acetatmaterials als Filmträger ein Polyestermaterial, das ca. 1/3 dünner, dennoch aber maßhaltiger und reißfester ist. Dadurch wird es ermöglicht, dass in der Single 8-Filmkassette ebenso wie in einer Super-8-Kassette 50 Fuß/15 m Film enthalten sind. Polyesterfilm lässt sich jedoch beim Filmschnitt nicht mit Filmkitt (= „nass“), sondern nur mit transparenten Folien (= „trocken“) kleben. Da Polyesterfilm jedoch nicht wie Acetatmaterial schrumpft, hat das nicht solche Nachteile (Lichtspaltbildung) wie bei mit Folien geklebten Acetatfilmen. Das Auftragen einer Magnettonspur ist nicht mit dem „normalen“ Kleber möglich. Wegen der unterschiedlichen Dicke empfiehlt es sich auch nicht, Acetat- und Polyester-Filmmaterial zusammenzuschneiden, grundsätzlich ist dies aber möglich.
Fuji hat mittlerweile nicht nur die Produktion und den Verkauf von Single 8-Filmen eingestellt, sondern im September 2013 auch deren Entwicklung und Bespurung.
Die japanische Firma Retro Enterprises, die u. a. auch das Fuji-Single8-Filmmaterial entwickeln kann, bietet jedoch mehrere Alternativen zu Fujis Single8-Filmen an:
- Farbfilme (unter dem Namen „Cinevia“ auf Basis von verschiedenen Diafilmen, die im gängigen E6-Verfahren, also u. a. auch in Deutschland, entwickelt werden können):
  - RK100D  (ISO 100/21°, Tageslichtfilm)
- Schwarz-Weiß-Filme, die es lange Zeit nicht mehr in Single-8-Kassetten gab, sind seit einiger Zeit auch wieder erhältlich. Retro Enterprises bietet sie als „Retro X“ mit 12 m SW-Acetatfilm aus deutscher Produktion an (Empfindlichkeit ISO 200/24°).

Da alle momentan angebotenen Filme einen dickeren Filmträger als die „originalen“ Fuji-Single8-Filme besitzen, enthalten diese Single-8-Kassetten nur 40 Fuß/12 m Film, so dass die Laufzeit auf 2 Min. 40 Sekunden pro Kassette (bei 18 Bildern pro Sekunde) reduziert ist.
Die Firma Single8film.com hatte angekündigt, ab dem Sommer 2006 Single8-Leerkassetten mit Kodierungen für alle 5 möglichen Filmempfindlichkeiten anzubieten, die dann mit Super8-Meterware gefüllt werden können. Da Fuji jedoch auch weiterhin seinen R25N/R200N anbot und die die Firma mittlerweile nicht mehr aktiv ist, sind diese Pläne vom Tisch.